# 구메촌 (구마모토현)
구메촌(일본어: 久米村)은 일본 구마모토현 구마군에 설치되었던 촌이다. 

## 역사
- 1889년 4월 1일 - 정촌제 시행에 의해 구메촌이 성립하였다.
- 1895년 2월 1일 - 쓰키기촌과 합병해 새로운 구메촌이 되었다.
- 1955년 4월 1일 - 구다라기정, 구로히지촌과 합병해 새로운 다라기정이 성립, 동일 구로히지촌은 폐지되었다.

## 참고 문헌
- 角川日本地名大辞典編纂委員会, 『角川日本地名大辞典 43 熊本県』1987, 角川書店